# فیلیش
شهر فیلیش (به رومانیایی: Filiaşi) در شهرستان دول در کشور رومانی واقع شده‌است. جمعیت این شهر ۲۰٬۱۵۹ نفر  است.